# Montfuron
Montfuron település Franciaországban, Alpes-de-Haute-Provence megyében. Lakosainak száma 220 fő (2022. január 1.). Montfuron Manosque, Montjustin, Pierrevert, Villemus és La Bastide-des-Jourdans községekkel határos.

## Népesség
A település népességének változása:
| Lakosok száma | 86   | 156  | 149  | 193  | 207  | 214  | 210  | 221  | 226  | 220  |
|               | 1968 | 1982 | 1990 | 2006 | 2013 | 2015 | 2017 | 2019 | 2020 | 2022 |